# کلمپ بولداگ

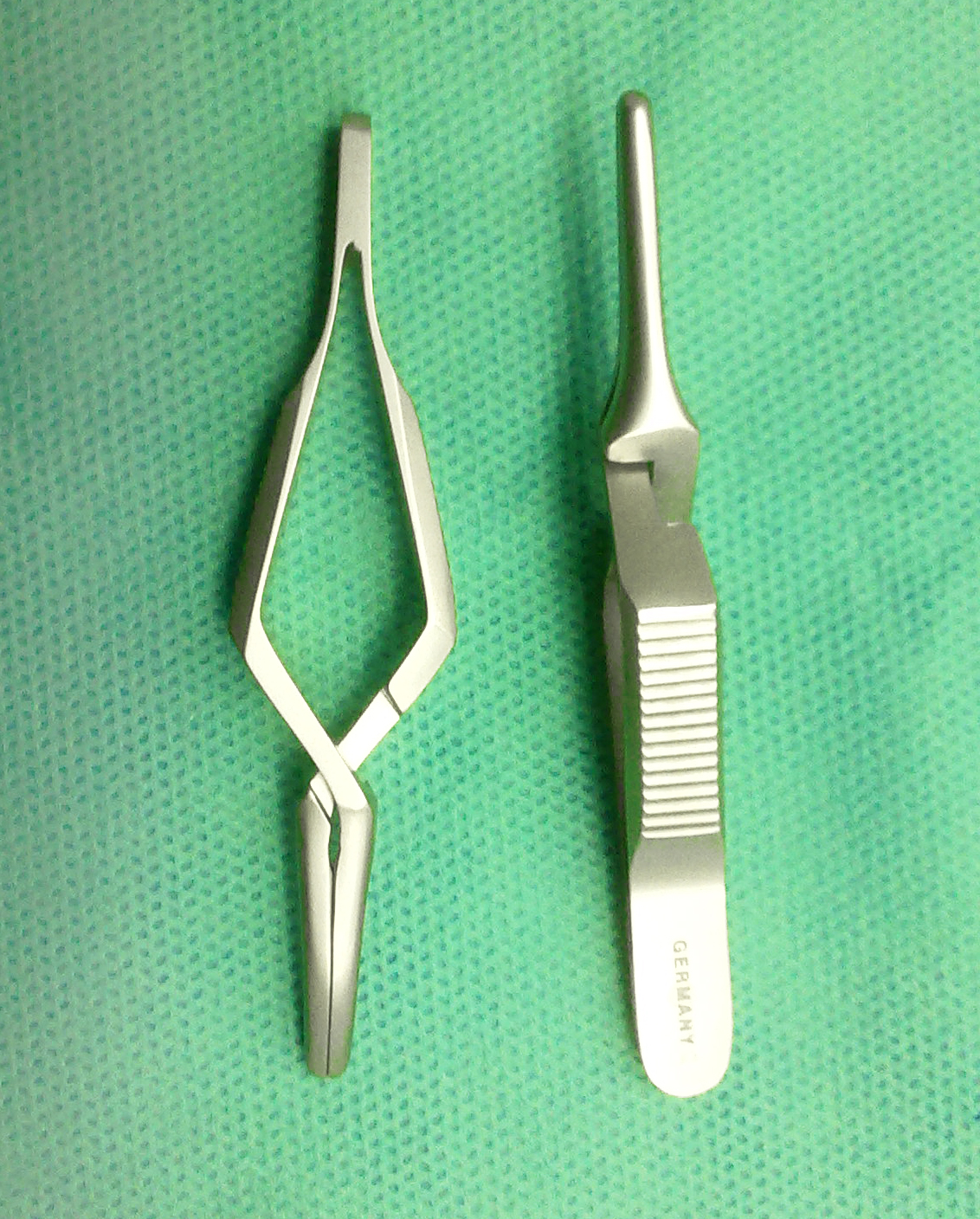
Bulldog 1

کلمپ بولداگ(به انگلیسی: Bulldogs forceps) نوعی ابزار جراحی بوده و با نوک ریز خود جهت جلوگیری از خونریزی در عروق کوچک کاربرد دارد.

این ابزار، در عین کوچک بودن، بسیار قوی و در سایزها و اشکال مختلف موجود می‌باشد.

## نگارخانه

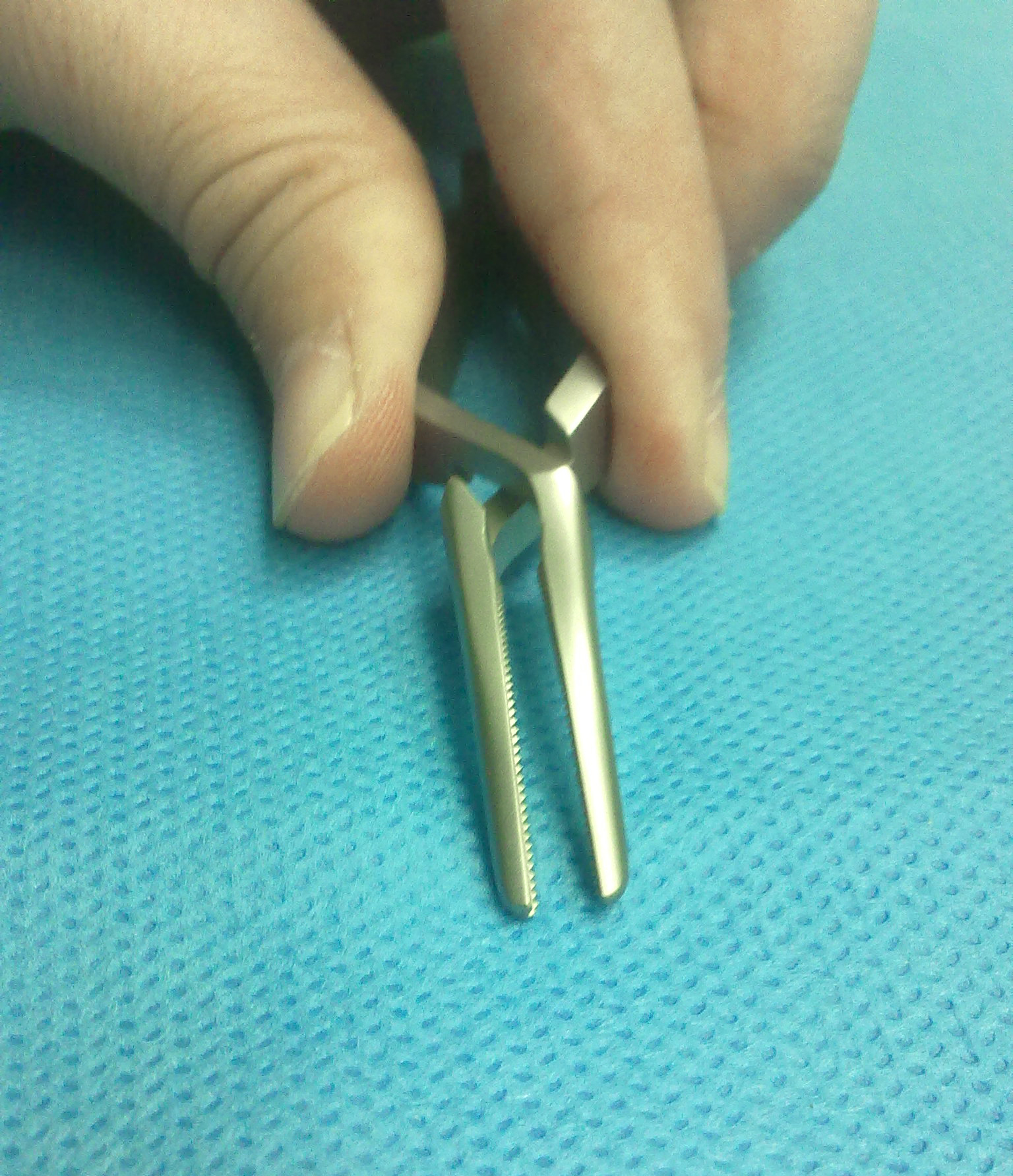